# ロベール＝ギヨーム・カサドシュ
ロベール・カサ（Robert Casa）ことロベール＝ギヨーム・カサドシュ（Robert-Guillaume Casadesus, 1878年1月23日 パリ – 1940年5月30日）は、フランスの声楽家・作曲家。名高い音楽家一家カサドシュ家の一員であり、息子に高名なピアニストのロベール・カサドシュがおり、ジャン・カサドシュは孫である。弦楽器奏者で作曲家のアンリとマリウスは弟である。
いくつかの歌曲や器楽曲のほか、オペレッタ『放蕩娘』（La Ribaude ）、『黄金の王妃』（La Reine de l'Or ）を遺した。